# Янко Янков (кмет на Елин Пелин)
Вижте пояснителната страница за други личности с името Янко Янков.
Янко Николов Янков е български политик и инженер, кмет на Елин Пелин от 2003 до 2007 г.

## Биография
През 2005 г. става по-известен след бедствените наводнения в община Елин Пелин, когато иска от правителството пари за преодоляване на щетите. През 2006 г. той влиза в конфликт със собственика на мини Чукурово – бизнесмена Христо Ковачки, акционер в Общинска банка, покрай проблема с боклука на София. Според лансирани информации кметът е лобирал за изграждането на площадка за отпадъците в „Кремиковци“. Янков е работил в металургичния комбинат в продължение на години, като последният заеман пост от него е началник по безопасността.
На 9 януари 2007 г. около 20 ч. вечерта той е бил прострелян няколко пъти в тялото, в двора си в село Мусачево, това съобщава МВР. Трупът на мъжа е бил открит от съпругата му, която не е чула нито изстрели, нито пък е видяла някого от убийците. Цяла нощ след престъплението районите на село Мусачево и град Елин Пелин са отцепени от органите на реда.

### Политическа дейност
На местните избори през 2003 г. е кандидат за кмет на Елин Пелин, издигнат от „Българска социалдемокрация“. На проведения първи тур се нарежда втори, като получава 1143 гласа (или 15,16%) и се явява на балотаж с  Трайко Цветанов от коалиция „БСП, БЗС „Александър Стамболийски““ (БСП, БСЗ „Александър Стамболийски“) с 1452 гласа (или 19,25%). Печели на втори тур с 4135 гласа (или 56,45%).